# Chassidische Synagoge (Tschortkiw)

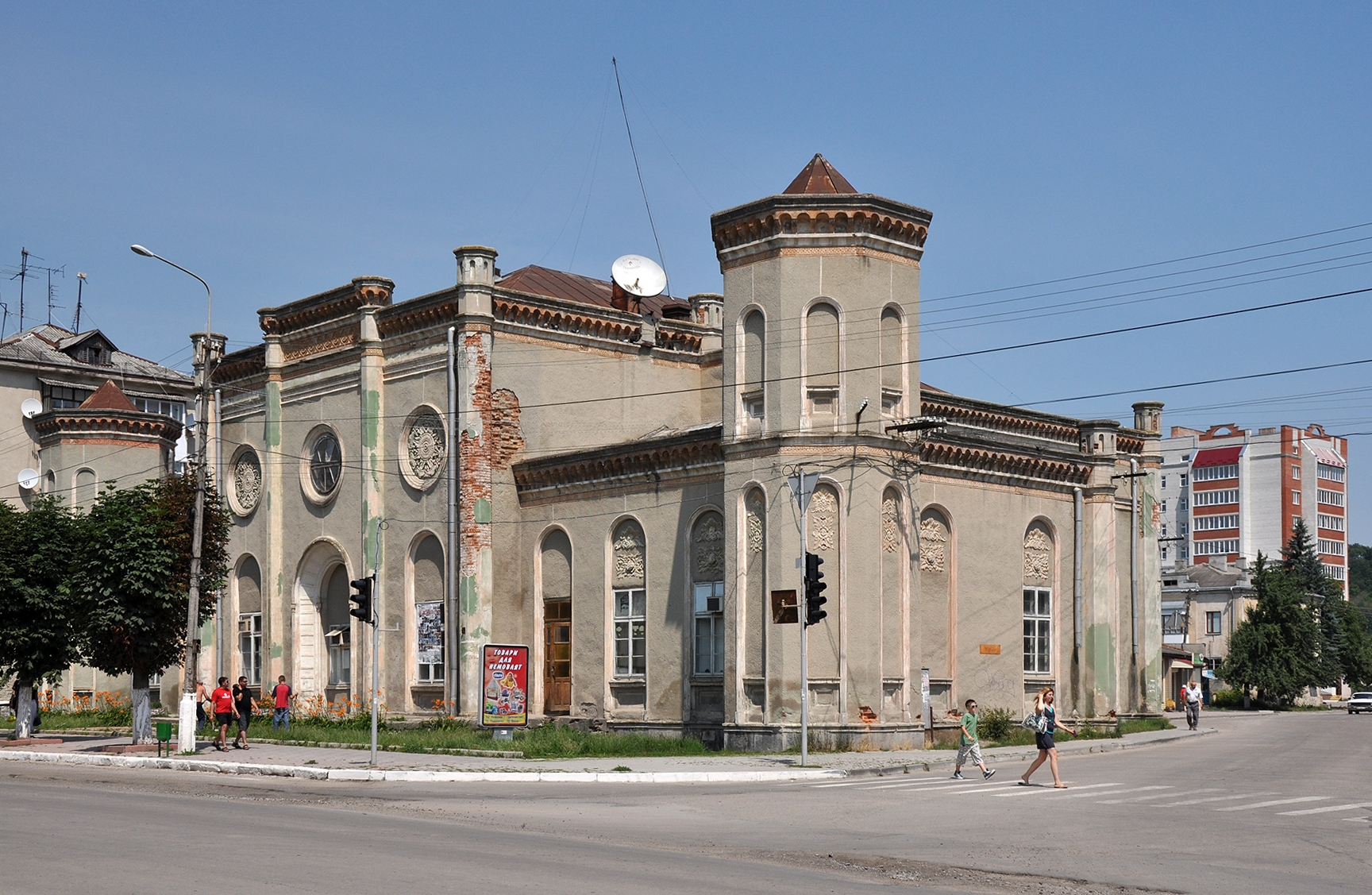
Chassidische Synagoge in Tschortkiw (2011)

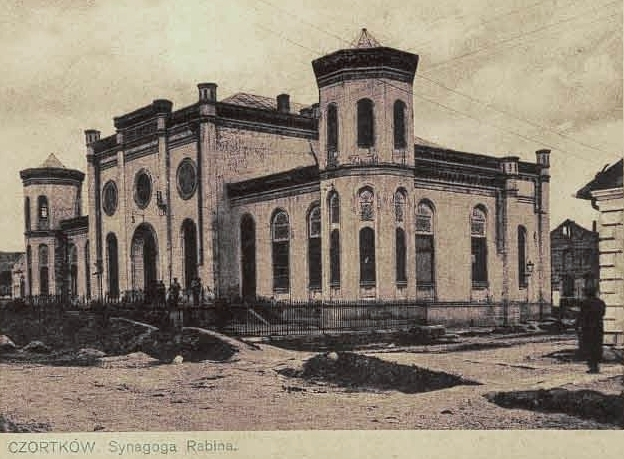
Die Synagoge vor 1939

Die Chassidische Synagoge in Tschortkiw, einer ukrainischen Stadt in der Oblast Ternopil, wurde von 1905 bis 1909 errichtet. Die Synagoge der chassidistischen Gemeinde ist ein geschütztes Kulturdenkmal. 
Während des Zweiten Weltkriegs wurde die Synagoge verwüstet. 